# Peter Hoffmann (Historiker, 1924)

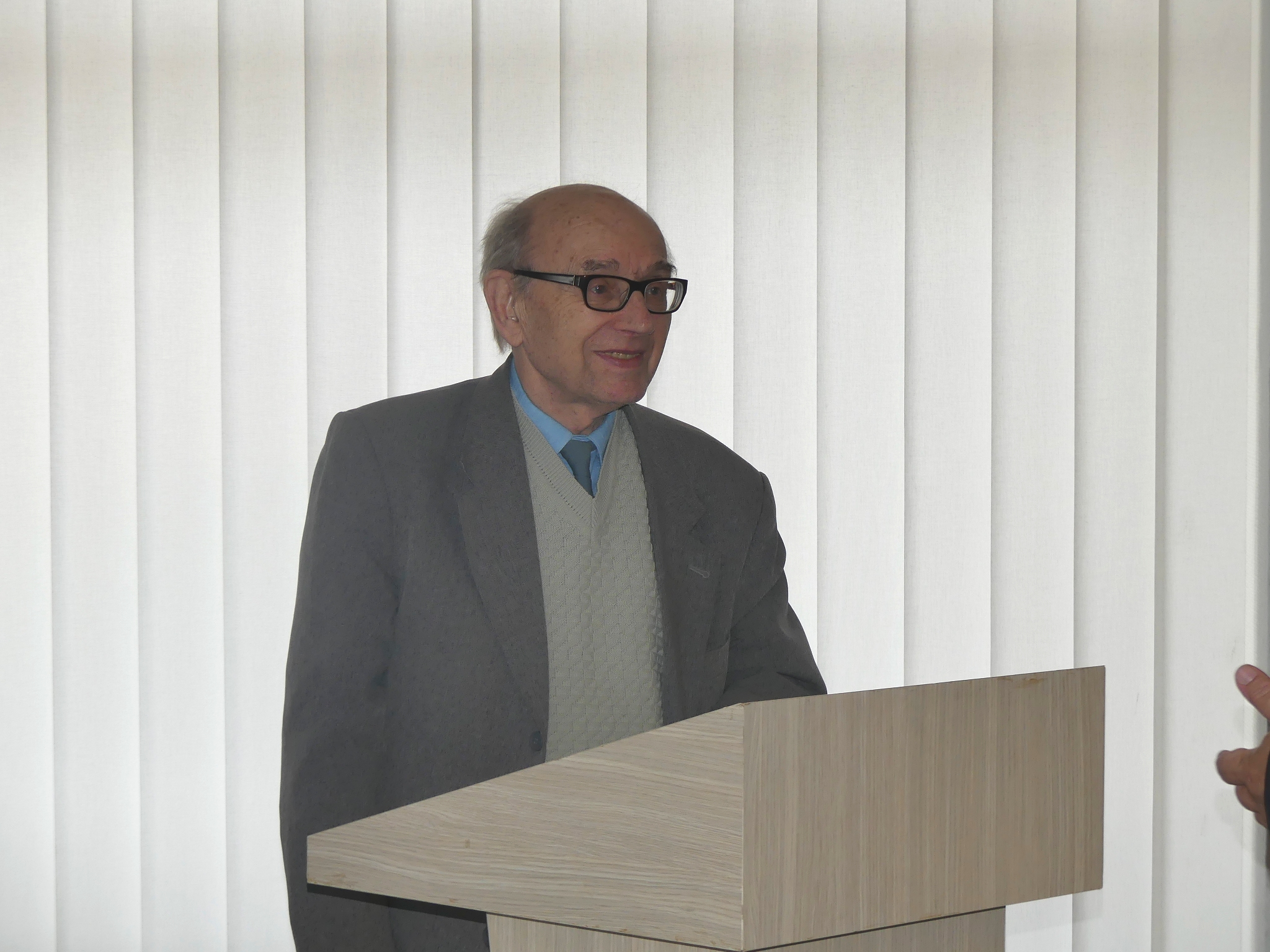
Peter Hoffmann (2016)

Peter Hoffmann (* 9. November 1924 in Berlin) ist ein deutscher Historiker.

## Leben
1942 bis Kriegsende war Hoffmann bei der Waffen-SS, 1945 bis 1947 in amerikanischer Kriegsgefangenschaft. In dieser Zeit begann sein Umdenken – er hatte sich von der Rassenlehre der NS-Zeit gelöst, ihn irritierte der in der US-Army herrschende Rassismus und die in den Westzonen schon früh einsetzende „Renazifizierung“. 1947 kehrte er nach Ostberlin zurück und wurde Starkstrommonteur. Erlebnisse in der Gefangenschaft begründeten seine Ablehnung der Deutschlandpolitik der Westmächte. 1949 wurde für ihn zu einem Jahr des Umdenkens. 1949 bis 1953 studierte er Geschichte und Slawistik an der Humboldt-Universität zu Berlin bei Eduard Winter, anschließend war er Assistent und Aspirant am Institut für Geschichte der Völker der UdSSR an dieser Universität. Ab 1958 war er wissenschaftlicher Mitarbeiter am historischen Institut der Deutschen Akademie der Wissenschaften zu Berlin. In dieser Zeit erforschte er vorwiegend die russische Geschichte und die deutsch-russischen Beziehungen des 18. Jahrhunderts sowie Fragen der Aufklärung und des Absolutismus. 1959 promovierte er mit einer Arbeit über Gerhard Friedrich Müller. Er war Arbeitsleiter der „Arbeitsgruppe Geschichte der slawischen Völker“ am Institut für Geschichte der Deutschen Akademie der Wissenschaften, Berlin.
1981 erfolgte seine Dissertation B (Habilitation) an der Akademie der Wissenschaften der DDR. Die Arbeit trug den Titel Rußland im Zeitalter des Absolutismus und wurde 1988 in überarbeiteter Form veröffentlicht. Seit 1986 ist er Mitglied der Pirckheimer-Gesellschaft.
1989 ging er in Rente. Nach einer Zeit der Krise wandte Hoffmann sich erneut der wissenschaftlichen Arbeit zu und veröffentlichte Studien zu Themen, die er während seines Berufslebens intensiv erforscht hatte. Er veröffentlichte Quelleneditionen, Monographien, Sammelbände sowie eine Vielzahl von Aufsätzen und Übersetzungen. 2006 erschien seine Autobiographie In der hinteren Reihe. Er lebt heute in Nassenheide.

## Publikationen (Auswahl)
- Gerhard Friedrich Müller. Die Bedeutung seiner geographischen Arbeiten für das Rußlandbild des 18. Jahrhunderts. 1959 (Zugleich: Berlin, Humboldt-Universität, Dissertation, vom 18. März 1959, maschinenschriftlich).
- als Herausgeber mit Adol'f P. Juškevič und Eduard Winter: Die Berliner und die Petersburger Akademie der Wissenschaften im Briefwechsel Leonhard Eulers (= Quellen und Studien zur Geschichte Osteuropas. Bd. 3, 1–3, ISSN 0079-9114). 3 Bände. Akademie-Verlag, Berlin 1959–1976; 
  - Band 1: Der Briefwechsel L. Eulers mit G. F. Müller 1735–1767. 1959;
  - Band 2: Der Briefwechsel L. Eulers mit Nartov, Razumovskij, Schumacher, Teplov und der Petersburger Akademie 1730–1763. 1961;
  - Band 3: Wissenschaftliche und wissenschaftsorganisatorische Korrespondenzen, 1726–1774. 1976.
- als Herausgeber mit Adolf P. Juškevič und Eduard Winter: Leonhard Euler und Christian Goldbach. Briefwechsel 1729–1764 (= Abhandlungen der Deutschen Akademie der Wissenschaften zu Berlin. Klasse für Philosophie, Geschichte, Staats-, Rechts- u. Wirtschaftswissenschaften. Jg. 1965, Nr. 1, ZDB-ID 210006-x). Akademie-Verlag, Berlin 1965.
- als Mitherausgeber: Освободительная война 1813 года против Наполеоновского господства. Наука, Москва 1965 (In deutscher Sprache: Der Befreiungskrieg 1813 (= Schriften der Deutschen Sektion der Kommission der Historiker der DDR und der UdSSR. Bd. 4, ZDB-ID 504271-9). Akademie-Verlag, Berlin 1967).
- als Herausgeber mit Heinz Lemke: Genesis und Entwicklung des Kapitalismus in Russland. Studien und Beiträge (= Quellen und Studien zur Geschichte Osteuropas. Bd. 17). Akademie-Verlag, Berlin 1973.
- Rußland im Zeitalter des Absolutismus. 3 Bände, 1981 (zugleich: Berlin, Akademie der Wissenschaften der Deutschen Demokratischen Republik, Dissertation B, 1981).
- Alexander Suworow. Der unbesiegte Feldherr. Militärverlag der Deutschen Demokratischen Republik, Berlin 1986, ISBN 3-327-00026-3.
- Peter der Große. Zar und Reformer (= Illustrierte historische Hefte. H. 49). Deutscher Verlag der Wissenschaften, Berlin 1988, ISBN 3-326-00403-6.
- Rußland im Zeitalter des Absolutismus (= Quellen und Studien zur Geschichte Osteuropas. NF Bd. 28). Akademie-Verlag, Berlin 1988, ISBN 3-05-000562-9.
- als Herausgeber mit Valerij Ivanovič Osipov: Geographie, Geschichte und Bildungswesen in Rußland und Deutschland im 18. Jahrhundert. Briefwechsel Anton Friedrich Büsching – Gerhard Friedrich Müller 1751 bis 1783 (= Quellen und Studien zur Geschichte Osteuropas. Bd. 33). Akademie-Verlag, Berlin 1995, ISBN 3-05-002251-5.
- Anton Friedrich Büsching. (1724–1793). Ein Leben im Zeitalter der Aufklärung. Berlin-Verlag Spitz, Berlin 2000, ISBN 3-8305-0022-X.
- Sankt Petersburg. Stadt und Hafen im 18. Jahrhundert. BWV – Berliner Wissenschafts-Verlag, Berlin 2003, ISBN 3-8305-0395-4.
- Einführung in Literatur, Quellen und Hilfsmittel (= Handbuch der Geschichte Russlands. Bd. 6). Hiersemann, Stuttgart 2004, ISBN 3-7772-0408-0.
- Gerhard Friedrich Müller. (1705–1783). Historiker, Geograph, Archivar im Dienste Russlands. Lang, Frankfurt am Main u. a. 2005, ISBN 3-631-54586-X.
- In der hinteren Reihe. Aus dem Leben eines Osteuropa-Historikers in der DDR. NoRa, Berlin 2006, ISBN 978-3-86557-095-6.
- Peter der Große als Militärreformer und Feldherr. Lang, Frankfurt am Main u. a. 2010, ISBN 978-3-631-60114-3.
- Michail Vasil'evič Lomonosov (1711–1765). Ein Enzyklopädist im Zeitalter der Aufklärung. Lang, Frankfurt am Main u. a. 2011, ISBN 978-3-631-61797-7.
- Ostsibirien und Nordpazifik in der zweiten Hälfte des 18. Jahrhunderts. Die Diskussion um die Ausdehnung Asiens. PL Academic Research, Frankfurt am Main 2013, ISBN 978-363-16273-4-1.
- Aleksandr Nikolaevič Radiščev. (1749–1802). Leben und Werk. Lang-Edition, Frankfurt am Main 2015, ISBN 978-3-631-65896-3.
- Lomonosovstudien. Aufsätze aus fünf Jahrzehnten. NoRa, Berlin 2015, ISBN 978-3-86557-374-2.
- Studien zur Kultur- und Wissenschaftsgeschichte sowie zu den deutsch-russischen Beziehungen des 18. und 19. Jahrhunderts. Gesammelte Aufsätze, anlässlich des 90. Geburtstags. Herausgegeben von Lothar Kölm und Michael Schippan. Lang-Edition, Frankfurt am Main 2015, ISBN 978-3-631-66574-9.
- Als Herausgeber: Peter Brüne: Johann Gotthilf Vockerodt und sein Einfluss auf das Russlandbild Friedrichs des Großen und Voltaires, NoRa Verlagsgemeinschaft, Berlin 2018, ISBN 978-3-86557-438-1.
- In der hinteren Reihe. Aus dem Leben eines Osteuropa-Historikers in der DDR und danach. 2., überarbeitete und weitergeführte Auflage, NoRa Berlin 2018, ISBN 978-3-86557-456-5.
- Friedrich II. und Russland. Die erste Periode seiner Regierung bis zum Hubertusburger Frieden 1763. NoRa, Berlin 2019, ISBN 978-3-86557-482-4.